# Taeniacanthodes
Taeniacanthodes is een geslacht uit de Taeniacanthidae, een familie uit de orde Poecilostomatoida van de Copepoda of eenoogkreeftjes.

## Soorten
- T. dojirii
- T. gracilis
- T. haakeri